# Stopplaats Hengeloschestraat
Stopplaats Hengeloschestraat (telegrafische code: hglst) is een voormalig stopplaats aan de Spoorlijn Zutphen - Glanerbrug, destijds geëxploiteerd de KNLS en aangelegd door de Staat der Nederlanden. De stopplaats lag ten noorden van het centrum van Enschede, ter hoogte waar de Hengelosestraat de spoorlijn kruist bij km 53,653. Tegenwoordig ligt aldaar het station Enschede, dat voor de oorlog echter nog een stuk westelijker lag, nabij het Volkspark. Stopplaats Hengeloschestraat werd geopend in 1868. Wanneer de stopplaats gesloten is, is onbekend, maar in de dienstregeling van 1929 was de stopplaats nog opgenomen met treinen richting zowel het oosten (tot Stopplaats Oldenzaalschestraat) en het westen.